# John Park (Leichtathlet)
John Park (* 9. September 1915; † 9. Februar 1942) war ein australischer Hürdenläufer, der sich auf die 400-Meter-Distanz spezialisiert hatte.
Bei den British Empire Games 1938 in Sydney gewann er Silber über 440 Yards Hürden und kam mit der 4-mal-440-Yards-Stafette auf den vierten Platz.
Seine persönliche Bestzeit von 53,6 s über 440 Yards Hürden (entspricht 53,3 s über 400 m Hürden) stellte er am 4. Dezember 1937 in Melbourne auf.